# Am Markt 7 (Korschenbroich)

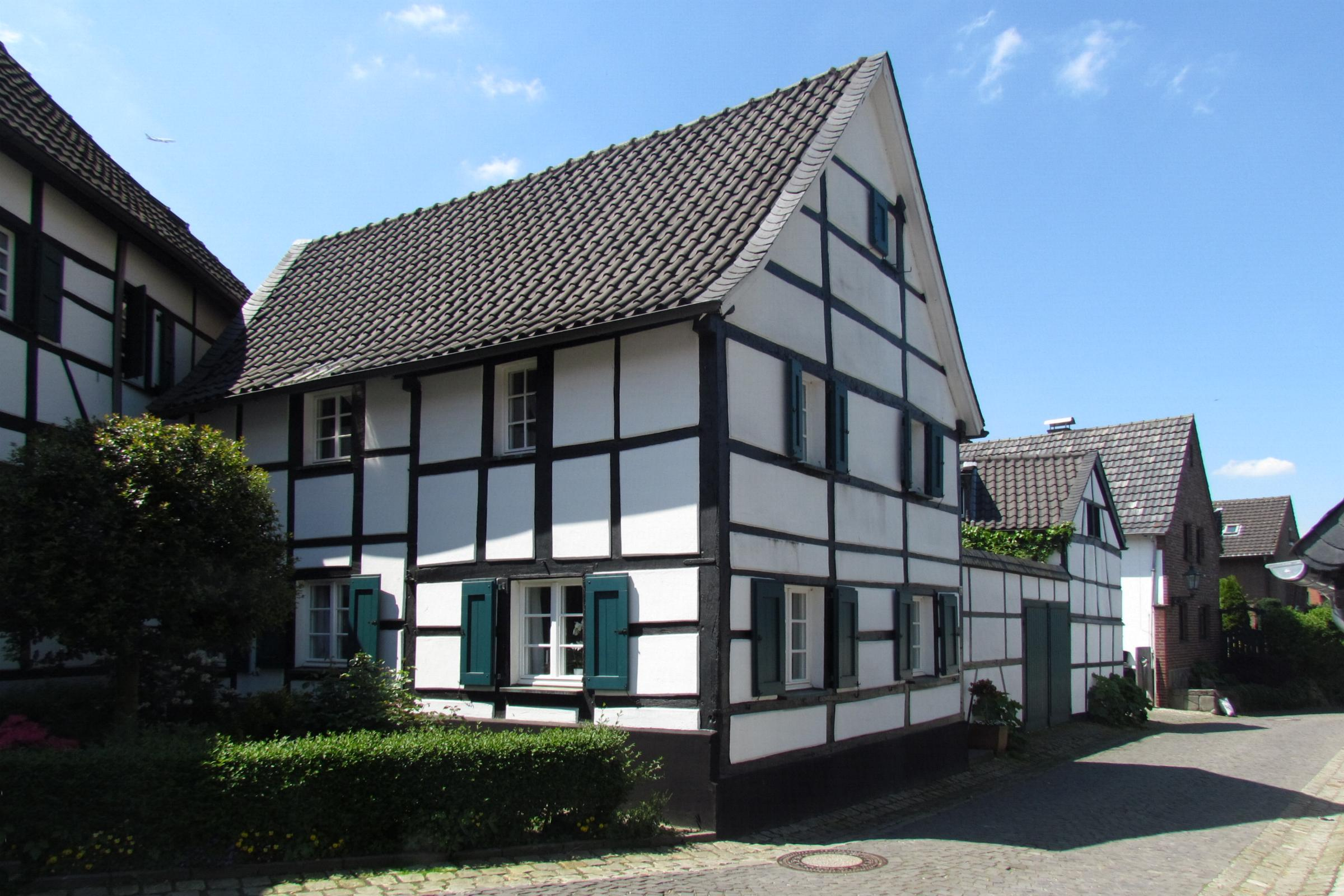
Fachwerkwohnhaus

Das Fachwerkwohnhaus Am Markt 7 steht im Stadtteil Liedberg in Korschenbroich  im Rhein-Kreis Neuss in Nordrhein-Westfalen.
Das Gebäude wurde 1788 erbaut und unter Nr. 095 am 24. April 1987 in die Liste der Baudenkmäler in Korschenbroich eingetragen.

## Architektur
Es handelt sich hierbei um ein 2-geschossiges, giebelständiges Fachwerkwohnhaus aus dem 18. Jahrhundert, vermutlich aus dem Jahre 1788. Das Fachwerkhaus ist in Innen- und Hofbereich stark verändert. Im oberen Giebelteil der Frontfassade ist das Fachwerk verbrettert und zu Haus Nr. 5 hin backsteinverkleidet. Trotzdem stellt sich das Haus „Am Markt 7“ als Bestandteil des denkmalwerten Ensembles des alten historischen Marktes ein Denkmal dar. Liedberg und insbesondere auch der alte noch vorhandene Markt habe für die Stadtgeschichte von Korschenbroich heimatgeschichtliche Bedeutung.